# Emil Marott
Conrad Emil Marott (født 23. august 1856 i Store Heddinge, død 22. august 1940 i København) var en dansk socialdemokratisk redaktør og politiker.
Født i Store Heddinge som søn af bogbinder Frederik Christian Clement Marott. I 1883 stiftede han sammen med Harald Jensen Socialdemokratisk Ugeblad i Århus. Ugebladet blev finansieret af Harald Jensens egen lomme og blev året efter afløst af dagbladet Demokraten, som i begyndelsen var afhængig af støtte fra Social-Demokraten i København. Demokraten blev siden en af de vigtigste socialdemokratiske provinsaviser.
I oktober 1896 blev Marott redaktør af Fyens Social-Demokrat.
Han sad fra 1903 til 1920 i Folketinget for Socialdemokraterne, valgt for Odense 1. kreds.
Marott blev i 1920 tvunget til at forlade socialdemokraterne som følge af hans nationalistiske synspunkter bl.a. i forhold til genforeningen og Flensborgspørgsmålet. Han sluttede sig i stedet til partiet De Frie Socialdemokrater. Han stillede op ved de tre valg, der blev afholdt i 1920, men opnåede ikke valg til Folketinget. I forbindelse med eksklusionen blev Marott også fyret som redaktør for Fyens Social-Demokrat. 
I 1923 stod han frem som talsmand for ”en kreds af kendte mænd”, som havde dannet en italiensk fascistisk inspireret gruppe i Danmark (se bl.a. interview i Berlingske Tidende 10. januar 1923 og Fyns Venstreblad 11. januar 1923).
Senere fik han en biografteaterbevilling og virkede nogle år som skribent og foredragsholder. Han blev Ridder af Dannebrog 1925 og Dannebrogsmand 1936.
Marotts far, der i 1846 var kommet til København fra Tyskland, var bogbindermester. Marott var gift med Fanny, der var datter af gæstgiver Jeppe Rasmussen fra Randers.
Han er begravet på Vestre Kirkegård.